# Lačja vas
Lačja vas je naselje v Občini Nazarje. V zgodovini poznano po lončarski obrti, ki sega že v 14 stoletje. Ime izvira iz imena "Lačna vas" ki so ga kasneje spremenili v Lačja. Danes pa je vas poznana predvsem po tem, da tu prebiva in snema kuharske videe popularni vloger Miha Robnik, poznan pod imenom "Dans fotr kuha"